# Abbas Pordell
Abbas Pordell – australijski zapaśnik walczący w obu stylach. Złoty medalista mistrzostw Oceanii w 1998 i srebrny w 1996 roku.